# Ealhmund

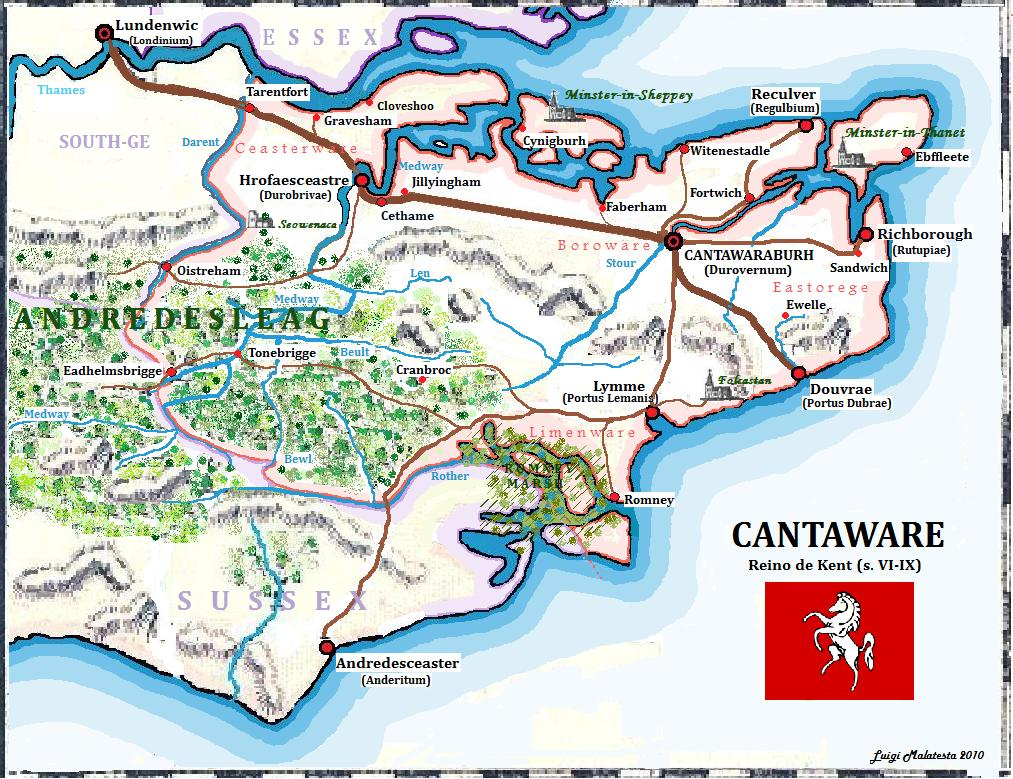
Mapa general del Reino de Kent

Ealhmund fue un rey de Kent a finales del siglo VIII y padre de Egberto, primer conocido del linaje de la familia real inglesa. Era hijo de Eafa de Wessex  y se casó con una princesa de Kent.
Ealhmund de Kent se supone rey de ese territorio por una carta fechada el año 784, en la que es identificado como el padre de Egberto, en un anexo posterior a la Crónica fechado en el año 784. Este Egberto restauraría posteriormente la dinastía. Es posible, sin embargo, que la Crónica de 825 se refiera a alguna reclamación por Ine de Wessex, de cuyo hermano Ingeld, Egberto fue descendiente.
A su muerte, se cree que el rey Offa de Mercia, que ya dominaba en mayor o menor medida, tomó el control directo del reino.